# ایرده، اومن
ایرده (به هلندی: Eerde) یک منطقهٔ مسکونی در هلند است که در اومن واقع شده‌است. ایرده ۲۳۳ نفر جمعیت دارد.